# Хамида аль-Аттас
Хамида аль-Аттас (араб. حميدة العطاس‎), урождённая Аалия Ганем (араб. عالية غانم‎; род. 1943) — мать Усамы бен Ладена, одного из самых известных террористов в мировой истории.

## Ранние годы
Хамида аль-Аттас происходила из сирийской семьи крестьян, занимавшихся выращиванием цитрусовых. У неё были два брата и одна сестра. Члены её семьи проживали в двух небольших прибрежных деревнях — Омранея и Бабрион, расположенных за пределами сирийского порта Латакия:72:55. Её семья относилась к алавитам. В 14 лет Хамида аль-Аттас вышла замуж за Мухаммеда ибн Авада бен Ладена. Свадьба прошла в Латакии в 1956 году, после чего она вместе с мужем переехала в Саудовскую Аравию:72. Хамида стала одиннадцатой женой своего супруга. У него было много жён, но он развёлся с большинством из них, чтобы одновременно не иметь больше четырёх жён в соответствии с исламским семейным правом. По некоторым сведениям, она даже была наложницей, а не женой Мухаммеда ибн Авада бен Ладена. Хамида аль-Аттас придерживалась более прогрессивных и космополитических взглядов, нежели первые три саудовские жены Мухаммеда, исповедавшие ваххабизм.
Усама бен Ладен был её единственным ребёнком от Мухаммада бен Ладена, с которым она развелась вскоре после его рождения в 1957 году. Усама же стал одним из 24 сыновей Мухаммеда (где-то 17-22-й по старшинству).
Позднее Хамида вышла замуж за Мухаммеда аль-Аттаса, хазрамского администратора в развивающемся конгломерате Saudi Binladin Group, когда Усаме было четыре или пять лет:73. От нового мужа Хамида родила троих сыновей и дочь, включая Ахмада Мухаммеда. Усама принимал активное участие в воспитании сводных братьев и сестёр:74.
Хамида аль-Аттас часто проводила лето в доме своего брата Наджи в Латакии, и Усама находился с ней, пока ему не исполнилось 17 лет. В 1974 году, когда ему уже было 18, Усама женился на дочери брата матери — 14-летней Наджве Ганим, которую ему ранее обещали.
По некоторым данным, весной или летом 2001 года Усама бен Ладен позвонил своей матери и в «очень коротком разговоре» сказал ей, «что он [не сможет] снова созвониться с ней в течение длительного времени», добавив, что «великие события вот-вот произойдут». После терактов 11 сентября Хамида сказала: «Я не одобряю цели, которые пресса приписывает ему, но я довольна Усамой и молю Бога, чтобы Он наставил его на правильный путь». Впоследствии она также рассказывала о нём следующим образом: «Моя жизнь была очень трудной, потому что он был так далеко от меня. [Усама] был очень хорошим ребёнком и очень любил меня». О его жизненном пути она поведала так: «Он был очень хорошим ребёнком, пока, когда ему было чуть больше 20 лет, не встретил людей, которые в значительной степени промыли ему мозги. Можете назвать это культом. Они получали деньги за своё дело. Я всегда говорила ему держаться от них подальше, и он никогда не признавался мне в том, что делал, потому что очень любил меня». Человеком, который оказывал на Усаму влияние в это время, был проповедник Абдулла Аззам.